# Rolf Furuli

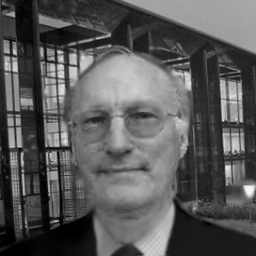

Rolf Johan Furuli (* 19. Dezember 1942) ist ein norwegischer Philologe und Linguist. Er war Dozent und Lektor für altsemitische Sprachen und Literaturen an der Universität Oslo.
Furuli studierte die Fächer Semitische Sprache, Griechisch, Latein und allgemeine Linguistik.
1995 schloss er in Oslo sein Studium mit dem Magister Artium und einer Arbeit zum System der Verben im klassischen Hebräisch ab. 1999 hatte er in Oslo eine Stelle als Assistenz-Professor inne, 2005 promovierte er zum Dr. phil mit einer Arbeit zu den bestimmten und unbestimmten Verben der hebräischen Bibel. Als Dozent lehrte er zur Akkadischen Sprache, Aramäisch, Äthiopisch, Hebräisch, Phönizisch, Syrisch und Ugaritisch. Forschungsprojekte betreute er zur Neuabfassung der Chronologie der Neu-Assyrischen, Neu-Babylonischen und Persischen Reiche nach den Korpus der überlieferten Keilschrifttexten. Aus diesen und anderen Texte und Sprachen fertigte Furuli norwegische Übertragungen für die Publikation „Verdens Hellige Skrifter“ („Die heiligen Schriften der Welt“) an.
Neben weiteren sprach- und kulturwissenschaftlichen Forschungen und Veröffentlichungen publiziert Furuli insbesondere zu Fragestellungen der alt- und neutestamentlichen Bibelübersetzung und Textgeschichte. Kritisiert wird seine Arbeit aufgrund seiner Nähe zur Religionsgemeinschaft der Zeugen Jehovas.
Im Jahr 2020 wurde er aus der Gemeinschaft der Zeugen Jehovas ausgeschlossen, der Grund war anscheinend seine Abhandlung über einige Unstimmigkeiten.

## Werke
- Imperfect consecutive and the Verbal system of Biblical Hebrew. Oslo 1995 (Oslo, Univ., Magisterarbeit).
- The Problem of Induction and the Hebrew verb. In: Elie Wardini (Hrsg.): Built on Solid Rock. Studies in Honour of Professor Ebbe Egede Knudsen on the Occasion of his 65th Birthday April 11th 1997 (= Institutt for sammenlignende kulturforskning. Serie B: Skrifter. 98). Novus forlag, Oslo 1997, ISBN 82-7099-283-6, S. 82–90.
- The Role of Theology and Bias in Bible Translation. With a Special Look at the New World Translation of Jehovah's Witnesses. Elihu Books, Huntington Beach CA 1999, ISBN 0-9659814-4-4.
- Den persiske kronologi og lengden av jødenes babyloniske fangenskap (= Assyrisk, babylonisk, egyptisk og persisk kronologi sammenlignet med Bibelens kronologi. Bd. 1). Eigenverlag, Oslo 2003, ISBN 82-994633-2-7.
- A New Understanding of the Verbal System of Classical Hebrew. An Attempt to distinguish between semantic and pragmatic Factors. Awatu Publishers, Oslo 2006, ISBN 82-994633-4-3.
- Assyrian, Babylonian, Egyptian and Persian chronology compared with the chronology of the Bible. Furuli AS, Oslo;
  - Volume 1: Persian chronology and the length of the Babylonian exile of the Jews. 2003, ISBN 82-994633-3-5;
  - Volume 2: Assyrian, Babylonian, and Egyptian chronology. 2007, ISBN 978-82-994633-6-2 (Slightly revised edition. ebenda 2008).